# Dzidra Uztupe-Karamiševa
Dzidra Uztupe-Karamiševa (2. maj 1930 i Smiltene i Letland, død 27. december 2014) var en lettisk basketballspiller og -træner. Hun var medlem af Lettiske SSR's kvindehold, og spillede 86 kampe for holdet. Hun spillede også på Sovjetunionens basketballlandshold for kvinder. Hendes karriere foregik som spiller for klubben Riga Daugava i årene 1947 til 1958 og klubben TTT Riga i årene 1958 til 1963, sidstnævnte periode som holdkaptajn. Fra 1965 til 1979 var hun TTT's førstetræner Raimonds Karnītis' assistent. Hun beskæftigede sig udover basketball også med højdespring og volleyball.
Dzidra Uztupe-Karamiševa fik den 26. oktober 1998 tildelt Trestjerneordenen med æresgrad i guld for sin livslange indsats for sport.